# Jill Murphy
Jill Murphy (Londen, 5 juli 1949 - St. Mabyn, 18 augustus 2021) was een Brits kinderboekenschrijfster en illustrator. Ze is vooral bekend om haar The Worst Witch-boekenreeks en The Large Family-prentenboekenreeks, die beiden omgezet werden in televisieseries.

## Biografie

### Vroegere leven
Jill Murphy is geboren en getogen in Londen en tekende al van kleins af. Toen ze zes jaar oud was, niette ze haar eigen kleine geïllustreerde verhalenboekjes aan elkaar. Na de basisschool volgde ze les in het Ursuline Convent in Wimbledon, een streng academisch klooster waar ze naar eigen zeggen een hekel aan had. Murphy ging op zestienjarige leeftijd naar zowel de Chelsea Art School als de Croydon Art School.

### Carrière
Op achttienjarige leeftijd voltooide ze haar eerste roman The Worst Witch (De Hopeloze Heks), over een kleine heks die niet op haar nieuwe school past, een verhaal dat naar eigen zeggen sterk gebaseerd was op haar ervaringen in het klooster. Ze stuurde het naar drie grote Londense uitgevers, die het allemaal afwezen en legde het in een la en besloot zich op andere dingen te concentreren. Na een periode als oppas en in een kindertehuis te hebben gewerkt, kreeg ze een telefoontje van een kleine uitgeverij, Allison & Busby, die geïnteresseerd was in The Worst Witch. 5000 stuks van het boek werden gedrukt in 1974 toen ze vierentwintig jaar oud was en het boek was na twee maanden al uitverkocht.
The Worst Witch-verhalen zijn enkele van de meest succesvolle titels op de Young Puffin-paperbacklijst geworden en er waren in 2008 meer dan drie miljoen exemplaren van verkocht en in 2016 meer dan vijf miljoen wereldwijd. De boeken werden omgezet in een televisiefilm, verschillende televisieseries en een musical.
Murphy staat ook bekend om haar prentenboeken, vooral de serie The Large Family, waarin de huiselijke chaos van een olifantenfamilie wordt beschreven. Five Minutes Peace, voor het eerst gepubliceerd in 1986, heeft wereldwijd meer dan vijf miljoen exemplaren verkocht en is in 19 talen vertaald. Voor het tweede boek, All in One Piece (1987), was ze runner-up voor de Greenaway Medal van de British Library Association. The Large Family werd omgezet in een Frans-Britse animatieserie (Frans: La Famille Trompette) voor televisie en uitgezonden van 2007 tot 2010. In 1996 werd The Last Noo-Noo als toneelstuk opgevoerd in het Polka Theatre, Londen.

### Persoonlijk leven
Murphy was twee keer getrouwd en gescheiden, eerst van Peter Wilks en vervolgens van Roger Michell. Haar zoon Charlie werd in 1990 geboren uit haar tweede huwelijk. Ze woonde in St Mabyn, Cornwall, waar ze op 18 augustus 2021 op 72-jarige leeftijd in het ziekenhuis overleed aan kanker.

### The Worst Witch-serie
1. The Worst Witch (1974) (nl: De Hopeloze Heks)
2. The Worst Witch Strikes Again (1980) (nl: De Hopeloze Heks slaat opnieuw toe)
3. A Bad Spell for the Worst Witch (1982) (nl: De Hopeloze Heks zit in de knoei)
4. The Worst Witch All at Sea (1993) (nl: De Hopeloze Heks gaat naar zee)
5. The Worst Witch Saves the Day (2005) (nl: De Hopeloze Heks redt de school)
6. The Worst Witch to the Rescue (2007) (nl: De Hopeloze Heks weet het beter)
7. The Worst Witch and the Wishing Star (2013)
8. First Prize for the Worst Witch (2018)

### The Large Family-prentenboekenreeks
- Five Minutes' Peace (1986)
- All in One Piece (1987)
- A Piece of Cake (1989)
- A Quiet Night In (1993)
- Mr. Large in Charge (2005)
- Laura Bakes a Cake (2008)
- Luke Tidies Up (2008)
- Lester Learns a Lesson (2008)
- Lucy Meets Mr Chilly (2008)
- Grandpa In Trouble (2009)
- Sebastian's Sleepover (2009)

### Losse boeken
- Worlds Apart (1988)
- Jeffrey Strangeways (1992)
- Dear Hound (2009)

### Losse prentenboeken
- Peace at Last (1980)
- On the Way Home (1982)
- Whatever Next! (1983)
- The Last Noo-Noo (1995)
- All for One (2002)
- Mother Knows Best! (2011)
- Meltdown! (2016)
- Just One of Those Days (2020)